# Trego-Rohrersville Station
Trego-Rohrersville Station es un lugar designado por el censo ubicado en el condado de Washington en el estado estadounidense de Maryland. En el Censo de 2010 tenía una población de 172 habitantes y una densidad poblacional de 155,89 personas por km².

## Geografía
Trego-Rohrersville Station se encuentra ubicado en las coordenadas 39°25′45″N 77°40′30″O / 39.42917, -77.67500. Según la Oficina del Censo de los Estados Unidos, Trego-Rohrersville Station tiene una superficie total de 1.1 km², de la cual 1.1 km² corresponden a tierra firme y (0%) 0 km² es agua.

## Demografía
Según el censo de 2010, había 172 personas residiendo en Trego-Rohrersville Station. La densidad de población era de 155,89 hab./km². De los 172 habitantes, Trego-Rohrersville Station estaba compuesto por el 98.84% blancos, el 0.58% eran afroamericanos, el 0% eran amerindios, el 0% eran asiáticos, el 0% eran isleños del Pacífico, el 0% eran de otras razas y el 0.58% pertenecían a dos o más razas. Del total de la población el 1.74% eran hispanos o latinos de cualquier raza.